# Timothy Gibbs
Timothy Brian Gibbs (ur. 17 kwietnia 1967 w Calabasas) – amerykański aktor, producent filmowy, scenarzysta i reżyser.

## Życiorys
Urodził się w Calabasas, w stanie Kalifornia jako syn Pauli (z domu Beck), projektantki, i Raeforda F. Gibbsa, brokera inwestycyjnego. Wychowywał się z bratem Davidem. Studiował na Uniwersytecie Kalifornijskim w Los Angeles. Uczył się aktorstwa i improwizacji u Peggy Feury i Terrance’a Hinesa w Loft Studio, a także pod kierunkiem Kay Howell w Stagecoach Theatre.
Karierę aktorską rozpoczął w wieku 10 lat w reklamach. Użyczył głosu do amerykańskiej wersji serialu Huckleberry Finn (The Raft Adventures of Huck & Jim, 1978). Później wystąpił gościnnie w serialach telewizyjnych, zanim otrzymał swoją pierwszą znaczącą rolę Willa Adamsa w serialu NBC Ojciec Murphy (Father Murphy, 1981-1983) z Merlinem Olsenem. Za rolę zddobył w 1982 i 1983 Young Artist Awards. Od 1 października 1983 do 21 lipca 1984 grał Michaela Earpa, syna Wyatta Earpa III (Chad Everett) w serialu przygodowym NBC The Rousters.
Rozpoznawalność przyniosła mu rola Dasha Nicholsa w operze mydlanej NBC Santa Barbara (1990–1992) i postać Gary’ego Sinclaira w operze mydlanej NBC Inny świat (Another World, 1995–1998). W 2000 był nominowany do nagrody Emmy za rolę porucznika gubernatora Kevina Lorda Rileya Buchanana w operze mydlanej ABC Tylko jedno życie (One Life to Live, 1998–2001).
Timothy Gibbs był modelem postaci Maxa Payne’a w grze komputerowej Max Payne 2: The Fall of Max Payne (2003) oraz Max Payne 3 (2012). W pierwszej części gry (2001) modelem postaci był fiński pisarz Sam Lake (Sami Järvi).
W 2013 stworzył i wyprodukował serial telewizyjny I/Nation, serial telewizyjny, w którym wcielił się w postać Sidneya „Sida” Portera, autodestrukcyjnego agenta Centralnej Agencji Wywiadowczej.

## Życie prywatne
18 lipca 1998 poślubił Lisę Van Wagenen, z którą się rozwiódł 1999.

## Wybrana filmografia

### Filmy fabularne
- 1986: Między nami przyjaciółkami (Just Between Friends) jako Jeff Davis
- 1986: Rozważny nieznajomy (The Deliberate Stranger) jako John
- 1997: Przygody Hucka Finna (The Adventures of Huckleberry Finn) jako Huckleberry Finn
- 2012: Akt odwagi (Act of Valor) jako J.C. Palmer
- 2012: Ghost Recon Alpha: Żołnierz przyszłości według Toma Clancy'ego (Ghost Recon: Alpha) jako porucznik

### Seriale TV
- 1979: Jeffersonowie (The Jeffersons) jako Binky
- 1981–1983: Ojciec Murphy (Father Murphy) jako Will Adams
- 1984: Wesoła siódemka (The Get Along Gang) jako Krokodyl Catchum (głos)
- 1985: Poza rodzinny honor (Our Family Honor) jako Matthew McKay
- 1987: Dzieciaki, kłopoty i my (Growing Pains) jako Jerry Delish
- 1990: Detektyw w sutannie (Father Dowling Mysteries) jako Rick McMasters
- 1990–1992: Santa Barbara jako Dash Nichols
- 1995–1998: Inny świat (Another World) jako Gary Sinclair
- 1998–2001: Tylko jedno życie (One Life to Live) jako porucznik gubernator Kevin Lord Riley Buchanan #9
- 2000: Seks w wielkim mieście (Sex and the City) jako detektyw Stevens